# Пинжон, Роже
Роже Пинжон (фр. Roger Pingeon; 28 августа 1940, Отвиль-Лонес, департамент Эн, Франция — 19 марта 2017, Бопон, Франция) — французский спортсмен, велогонщик, побеждавший в престижных соревнованиях. Победитель гонки Тур де Франс 1967 года. Спортивный телекомментатор.

## Спортивная карьера
В своё время не входил в число лидеров велогонок, однако в 1967 году занял первое место в Тур де Франс. В том же году занял 2 место в Гранд Тур. В 1968 году — серебряный призёр чемпионата Франции по шоссейному велоспорту. Обладатель Приза самому агрессивному гонщику (1968).
Позже, в 1969 году, выступая за команду Peugeot-BP-Michelin, стал победителем Вуэльта Испании, известнейшей трёхнедельной шоссейной велогонки, одной из трёх престижнейших в мире (наряду с Тур де Франс и Джиро д’Италия).
Отличался резкой сменой настроения. В начале 1967 года, за семь месяцев до своей победы в Тур де Франс, из-за плохого настроения, решил закончить свою спортивную карьеру.
Был известным спортивным комментатором. Вёл репортажи с Тур де Франс для швейцарского телевидения.

## Статистика выступлений на Гранд Турах

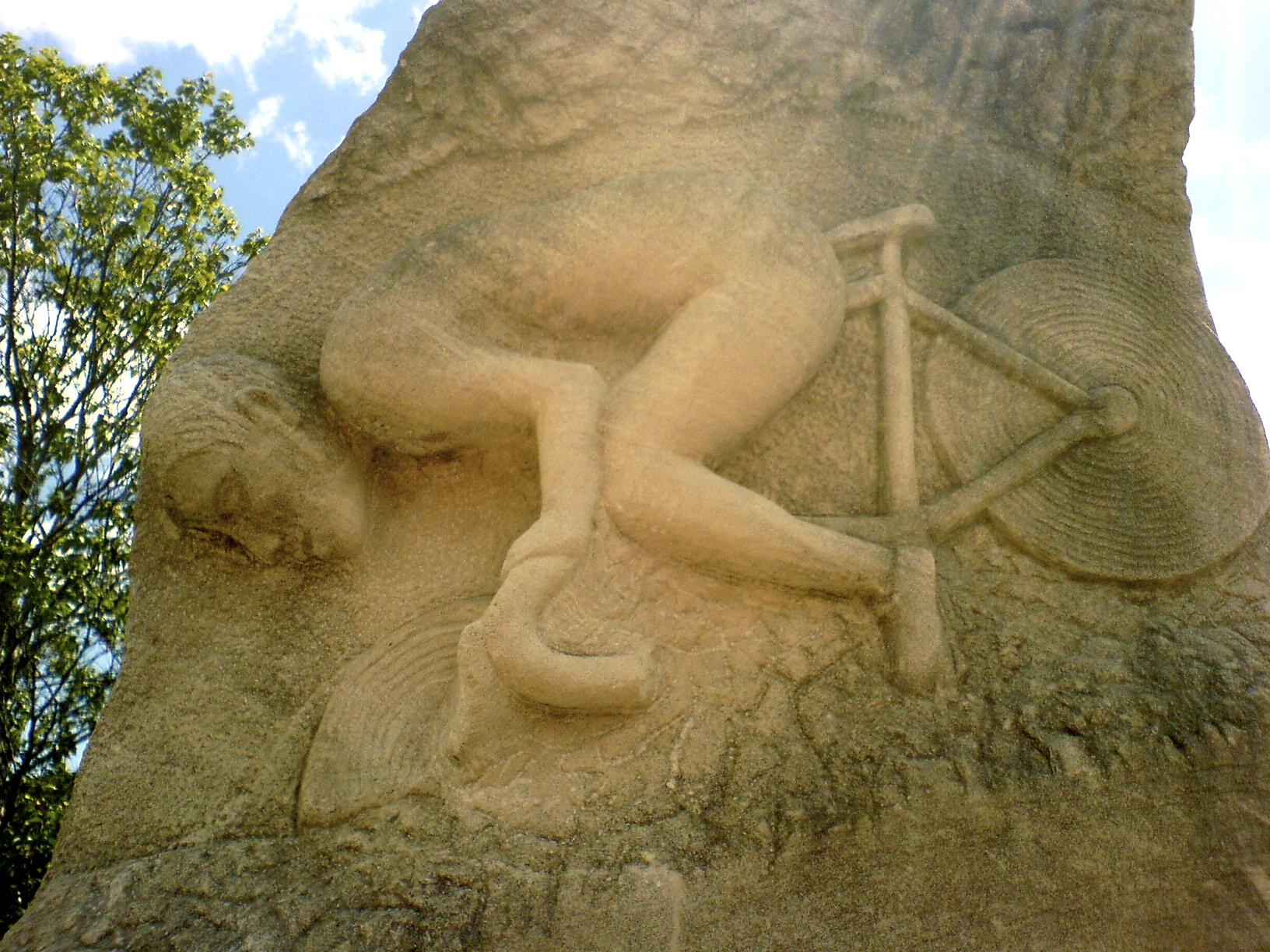
Памятник, установленный в честь Роже Пинжона в горах Севенны

- Тур де Франс
  - Участие:8
    - 1965: 12
    - 1966: 7
    - 1967:  Победитель Генеральной классификации; Победа на этапе 5а;  Майка лидера в течение 18 дней
    - 1968: 5;  Приз самому агрессивному гонщику; Победа на этапах 15 и 18
    - 1969: 2; Победа на этапе 9
    - 1970: сход на этапе 7b
    - 1972: сход на этапе 9
    - 1974: 11
- Джиро д'Италия
  - Участие:2
    - 1967: сход на этапе 20
    - 1968: сход в Прологе
- Вуэльта Испании
  - Участие:2
    - 1969:  Победитель Генеральной классификации; Победа на этапах 12 и 14b;  Майка лидера в течение 8-ми дней
    - 1973: сход на этапе 5